# Адміністративний устрій Лиманського району (Одеська область)
Адміністративний устрій Лиманського району — адміністративно-територіальний поділ ліквідованого Лиманського району Одеської області на 3 селищні та 20 сільських рад, які об'єднували 63 населені пункти та були підпорядковані Лиманській районній раді. Адміністративний центр — смт Доброслав..
Лиманський район був ліквідований 17 липня 2020 року.

## Об'єднані громади
| № | Назва          | Центр            | Населені пункти                                                                                        | Площа, км² | Населення (2015) |
| - | -------------- | ---------------- | --- | ---------- | ---------------- |
| А | Красносільська | село Красносілка | село Іванове село Ілічанка село Корсунці село Красносілка село Кубанка село Новокубанка село Переможне | 246,6      | 10890            |

## Список радЛиманського району
| №  | Назва                          | Центр             | Населені пункти                                                                            | Площа км² | Місце за площею | Населення (2001), чол. | Місце за населенням | Розташування |
| -- | ------------------------------ | ----------------- | ------------------------------------------------------------------------------------------ | --------- | --------------- | ---------------------- | ------------------- | ------------ |
| 1  | Доброславська селищна рада     | смт Доброслав     | смт Доброслав с. Вовківське с. Зоринове с. Улянівка с. Шевченкове-Кут                      |           |                 |                        |                     |              |
| 2  | Новобілярська селищна рада     | смт Нові Білярі   | смт Нові Білярі с. Білярі с. Булдинка с. Григорівка                                        |           |                 |                        |                     |              |
| 3  | Чорноморська селищна рада      | смт Чорноморське  | смт Чорноморське с. Гвардійське                                                            |           |                 |                        |                     |              |
| 4  | Визирська сільська рада        | c. Визирка        | c. Визирка с. Воронівка                                                                    |           |                 |                        |                     |              |
| 5  | Дмитрівська сільська рада      | c. Дмитрівка      | c. Дмитрівка с. Бутівка                                                                    |           |                 |                        |                     |              |
| 6  | Каїрська сільська рада         | c. Каїри          | c. Каїри с. Нове Селище                                                                    |           |                 |                        |                     |              |
| 7  | Калинівська сільська рада      | c. Калинівка      | c. Калинівка с. Тилігульське с. Широке                                                     |           |                 |                        |                     |              |
| 8  | Кордонська сільська рада       | c. Кордон         | c. Кордон с. Мар'янівка с. Пшонянове                                                       |           |                 |                        |                     |              |
| 9  | Кремидівська сільська рада     | c. Кремидівка     | c. Кремидівка с. Благодатне с. Христо-Ботеве с. Нове с-ще Степове                          |           |                 |                        |                     |              |
| 10 | Крижанівська сільська рада     | c. Крижанівка     | c. Крижанівка с-ще Ліски                                                                   |           |                 |                        |                     |              |
| 11 | Курісовська сільська рада      | c. Курісове       | c. Курісове                                                                                |           |                 |                        |                     |              |
| 12 | Любопільська сільська рада     | c. Любопіль       | c. Любопіль с. Ранжеве                                                                     |           |                 |                        |                     |              |
| 13 | Новодофінівська сільська рада  | c. Нова Дофінівка | c. Нова Дофінівка с. Вапнярка                                                              |           |                 |                        |                     |              |
| 14 | Новомиколаївська сільська рада | c. Новомиколаївка | c. Новомиколаївка с. Олександрівка с. Капітанівка                                          |           |                 |                        |                     |              |
| 15 | Олександрівська сільська рада  | c. Олександрівка  | c. Олександрівка с-ще Світле                                                               |           |                 |                        |                     |              |
| 16 | Першотравнева сільська рада    | c. Першотравневе  | c. Першотравневе с. Зоря Труда с. Кінне с. Міщанка с. Нова Вільшанка с. Порт с. Степанівка |           |                 |                        |                     |              |
| 17 | Сербківська сільська рада      | c. Сербка         | с. Сербка с. Вишневе                                                                       |           |                 |                        |                     |              |
| 18 | Сичавська сільська рада        | c. Сичавка        | с. Сичавка с. Кошари                                                                       |           |                 |                        |                     |              |
| 19 | Трояндівська сільська рада     | c. Трояндове      | с. Ониськове с. Ставки c. Трояндове                                                        |           |                 |                        |                     |              |
| 20 | Фонтанська сільська рада       | c. Фонтанка       | с. Фонтанка                                                                                |           |                 |                        |                     |              |
| 21 | Шомполівська сільська рада     | c. Старі Шомполи  | с. Старі Шомполи с. Великі Ламзаки с. Касяни с. Якова                                      |           |                 |                        |                     |              |

### Список рад, що втратили статусАТО
| № | Назва                        | Центр          | Населені пункти                                                                | Площа км² | Місце за площею | Населення (2001), чол. | Місце за населенням | Розташування |
| - | ---------------------------- | -------------- | ------------------------------------------------------------------------------ | --------- | --------------- | ---------------------- | ------------------- | ------------ |
| 1 | Красносільська сільська рада | c. Красносілка | c. Красносілка с. Іллічівка с. Корсунці с. Кубанка с. Новокубанка с. Переможне |           |                 |                        |                     |              |
| 2 | Свердловська сільська рада   | c. Свердлове   | с. Свердлове                                                                   |           |                 |                        |                     |              |

* Примітки: м. — місто, с-ще — селище, смт — селище міського типу, с. — село